# San Girolamo penitente nel deserto (Farinati)
San Girolamo penitente nel deserto è un dipinto del pittore veronese Paolo Farinati, realizzato con la tecnica della pittura a olio su tela, conservato presso il museo di Castelvecchio a Verona.
L'opera è data al 1578 come ricorda la scritta posta in basso, sotto il teschio, mentre l'attribuzione a Farinati è certa per la presenza del simbolo della chiocciola frequentemente utilizzato dall'artista per firmare i propri lavori.
A differenza di quasi tutta la produzione di Farinati, di questa tela non ne viene fatta menzione ne Il giornale, il libro in cui l'autore annotava tutta l'attività della sua bottega. Tuttavia, è facilmente ipotizzabile che originariamente fosse utilizzata come pala d'altare. Dopo aver fatto parte di diverse collezioni private veronesi, nel 1911 entra a far parte delle collezioni civiche cittadine a seguito di un legato testamentario di Andrea Monga.
Il soggetto, san Girolamo, è rappresentato con tutti i suoi attributi specifici: il teschio, il leone, il cappello cardinalizio e la vulgata. Anche il santo è dipinto secondo la classica iconografia, in età avanzata e con una possente muscolatura; la sua postura ricorda Diogene di Parmigianino. Il disegno dello sfondo, invece trae ispirazione dai lavori del tardo Tiziano e Lorenzo Lotto.
Per la sua realizzazione, Farinati, compì diversi disegni preparatori oggi conservati in alcuni tra i musei più importanti. Il dipinto, che fa parte della produzione più matura di Paolo, nel 1987 è stato sottoposto ad un intervento di restauro.